# Ekaterini Voggoli
Ekaterini Voggoli (grško Αικατερίνη Βόγγολη), grška atletinja, * 30. oktober 1970, Larisa, Grčija.
Nastopila je na poletnih olimpijskih igrah v letih 1996, 2000 in 2004 v metu diska, leta 2004 je osvojila sedmo mesto, leta 2000 pa deveto. Na svetovnih prvenstvih je osvojila bronasto medaljo leta 2003, na evropskih prvenstvih pa naslov prvakinje leta 2002.